# Praia da Tocha
Praia da Tocha (Portugiesische für: Strand von Tocha) ist ein portugiesisches Dorf in der Gemeinde (Freguesia) von Tocha, im Kreis (Concelho) von Cantanhede.
Es ist für seine Sandstrände bekannt, die zumeist von Dünen umgeben sind. Der Ort ist überregional noch kaum bekannt, jedoch touristisch mit Strandbars und Gehsteigen zum Strand erschlossen. Ein Campingplatz ist am Ort, und die traditionellen Holzhäuser der Fischer wurden zu Ferienhäusern hergerichtet. Der Strand wurde mit der Blauen Flagge ausgezeichnet.
Das 1928 errichtete Zollgebäude (Posto da Guarda Fiscal de Palheiros da Tocha) steht unter Denkmalschutz.

## Galerie

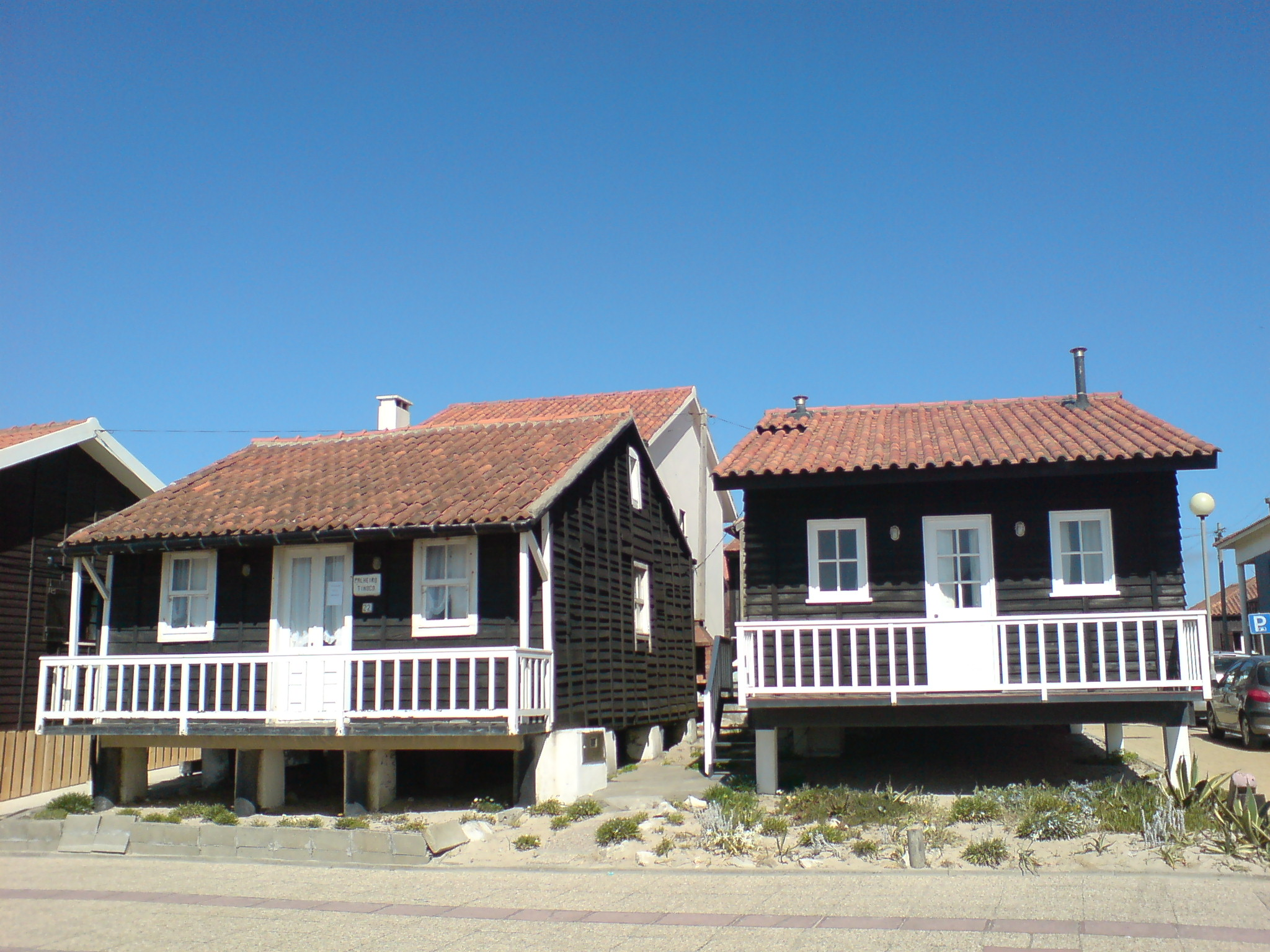
Traditionelle Fischerhäuser (Palheiros)
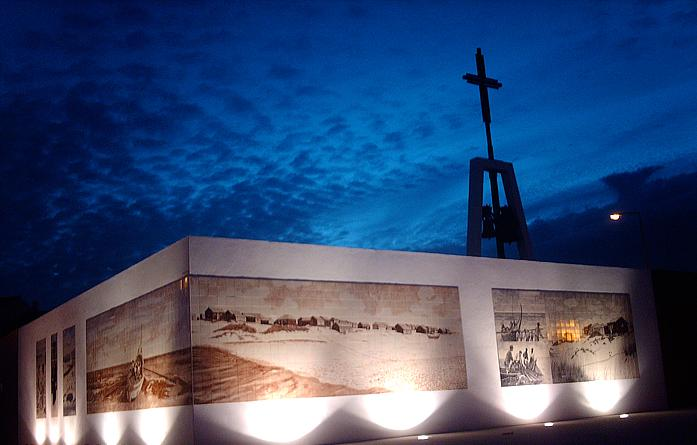
Die Kirche von Praia da Tocha
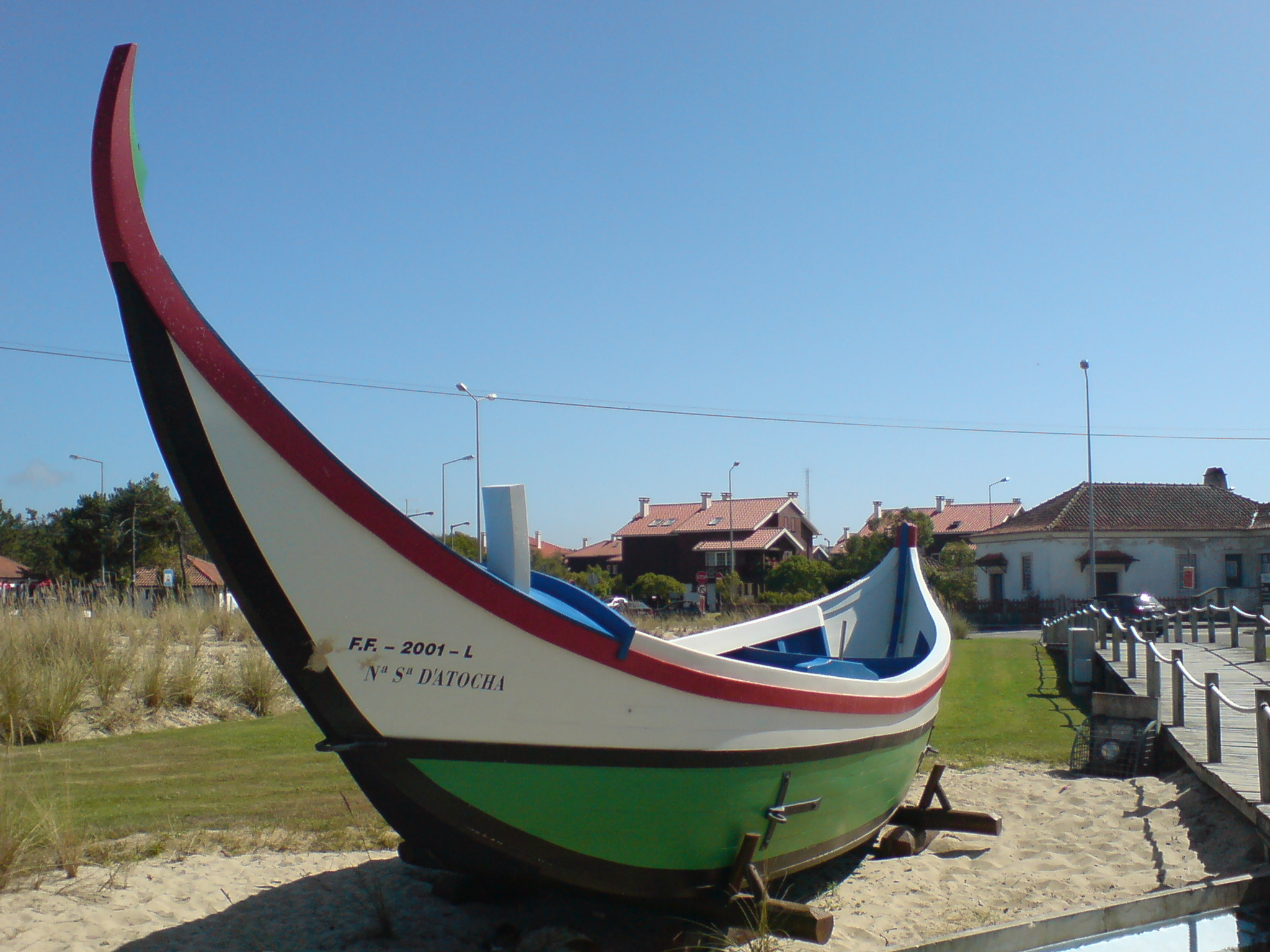
Traditionelles Fischerboot in Praia da Tocha
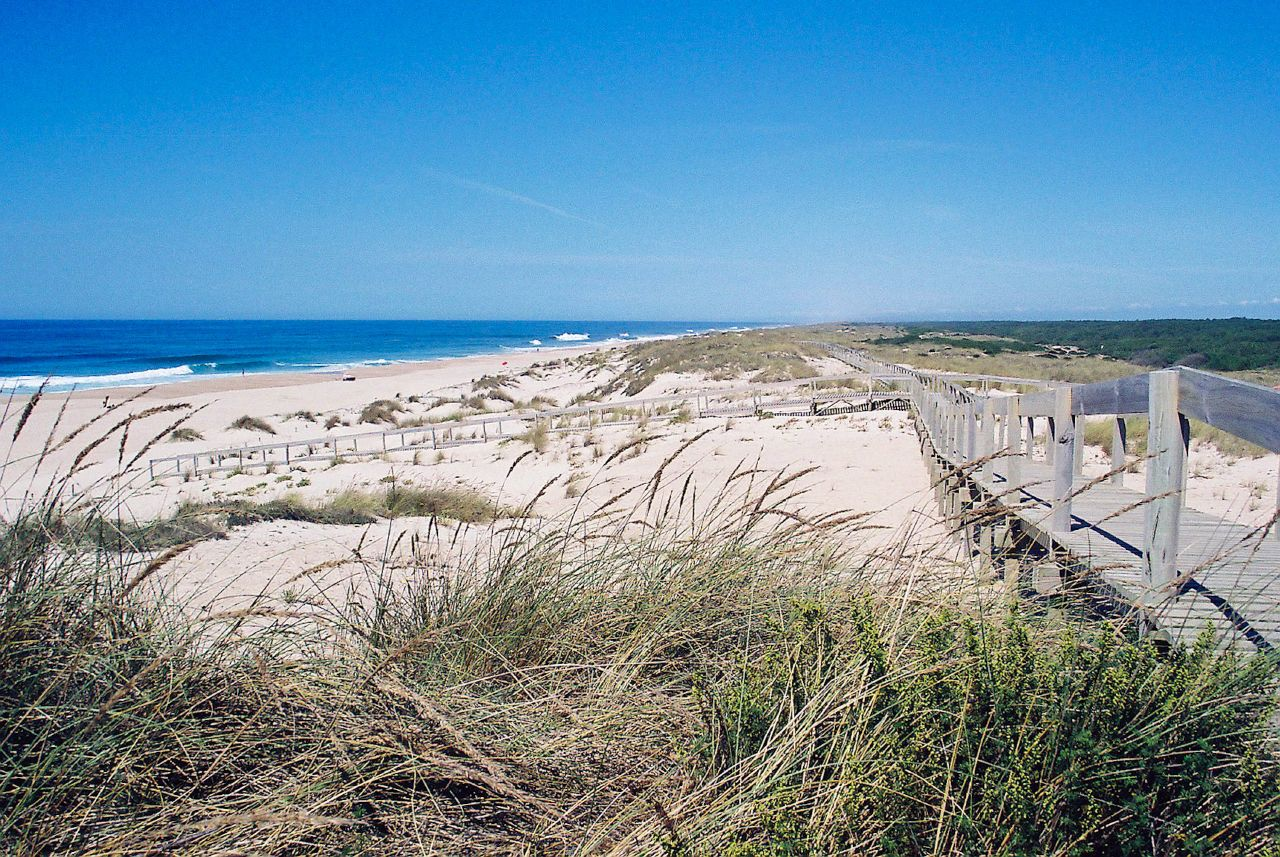
Strandabschnitt Praia do Palheirão